# Juan García Valdemoro
Juan García Valdemoro fue un pintor español del siglo XIX.

## Biografía
Nacido en la localidad burgalesa de Castrillo de Murcia, fue alumno de la Escuela Superior de Pintura y Escultura, dependiente de la Academia de San Fernando, en la que obtuvo diferentes premios.
García Valdemoro, que cultivó la pintura de paisaje, en las Exposiciones Nacionales de Bellas Artes de 1860 y 1864 presentó respectivamente una Vista de la Casa de Campo, tomada desde la casilla de los pozos junto al estanque, y Alrededores de Usurbil (Guipúzcoa). En la de 1866, una Vista interior de la iglesia de Nuestra Señora de la Almudena, patrona de Madrid. En la de 1881 Interior de la capilla llamada del Obispo en Madrid e Interior de la iglesia parroquial de Castrillo de Murcia antes de la misa.